# 무쓰지정
무쓰지정(六辻町)은 사이타마현 기타아다치군에 존재했던 정이다. 현재의 사이타마시에 해당한다.
태평양 전쟁 중이던 1942년 4월 1일에 우라와시에 편입 합병되어 소멸했다. 

## 지리
사이타마현 중앙(기타아다치) 지역의 남부에 있으며, 북쪽의 우라와시와 남쪽의 와라비정(현 와라비시)에 끼어 있었다.
마을 중앙부를 남북으로 구 나카산도(旧中山道), 신국도(현 국도 17호)가 관통하고 있으며, 동사무소는 구 나카산도(旧中山道)를 따라 위치해 있었다.

## 역사
- 1889년 4월 1일 - 정촌제 시행에 병행하여, 무쓰지촌이 성립하였다.
- 1934년 2월 11일 - 우라와정이 시로 승격해, 우라와시가 되었다. 이 무렵부터 시와 무쓰지촌과의 합병 협상이 시작되었다.
- 1938년 7월 1일 - 무쓰지촌이 정으로 승격해, 무쓰지정이 되었다.
- 1942년 4월 1일 - 우라와시에 편입합병하여, 정이 소멸하였고, 이후 '무쓰지 지구'라고 불린다.전황 악화에 따른 경제 통제 상황이 합병의 기세를 한꺼번에 끌어올렸다고 한다.
- 2001년 5월 1일 - 우라와시와 요노시, 오미야시와의 합병에 의한 사이타마시 성립으로 구 무쓰지 지역도 사이타마시가 되었다.
- 2003년 4월 1일 - 사이타마시의 정령지정도시 전환에 따른 구로 승격해 구 무쓰지정 지역 대부분이 미나미구에 편입되었다. 한편 신메이의 북쪽 약 2/3 지역은 자치회 경계와 주민의 희망을 반영한 사전 미세 조정에 따라 우라와구에 속하게 되었다.

## 참고문헌
- 旧六辻町合併三十周年式典実行委員会 編 (1972)「六辻の回顧と展望」p61.
- 昭和9年の段階では、浦和市よりも財政状況の良かった六辻村が浦和市との合併に反対した（「浦和市史 通史編3 近代」p412）